# Mount Dockery
Mount Dockery ist ein 1095 m hoher Berg im ostantarktischen Viktorialand. Im westlichen Abschnitt der Everett Range in den Concord Mountains ragt er 5 km westlich des Mount Matthias auf.
Der United States Geological Survey (USGS) kartierte ihn anhand eigener Vermessungen und Luftaufnahmen der United States Navy aus den Jahren von 1960 bis 1962. Das Advisory Committee on Antarctic Names benannte ihn 1964 nach Leutnant Olan Leroy Dockery (* 1919), Pilot der Flugstaffel VX-6 der US Navy, der von 1962 bis 1963 und von 1963 bis 1964 Flüge zur Erstellung von Luftaufnahmen des nördlichen Viktorialands, des Königin-Maud-Gebirges, der Britannia Range und des Gebiets um den McMurdo-Sund durchgeführt hatte.